# Славен Билич
Славен Билич (на сърбохърватски: Slaven Bilić) е бивш хърватски футболист, играл като защитник, и настоящ треньор по футбол

## Кариера

### Кариера като футболист

#### Клубна кариера
Билич е юноша на Хайдук Сплит, но първите си изяви в професионалния футбол прави докато е под наем в отборите на Приморац и Шибеник. През 1989 г. прави дебюта за родния си отбор, и бързо се превръща в основен защитник за „Белите“.
След края на сезон 1992/93 е продаден на немския Карлсруе за сумата от £750 000 лири стерлинги. В Германия се състезава три сезона, в които записва на сметката си 54 мача и 5 гола.
През януари 1996 година Уест Хем плаща £1 300 000 лири стерлинги за правата му. За „Чуковете“ играе малко повече от година, изигравайки над 50 мача за тима.
От август 1997 г. е играч на Евертън. Серия от контузии обаче се превръща в причина да пропусне ключовите мачове на отбора от Ливърпул, и в крайна сметка да напусне през 1999 година.
След това се завръща в Сплит и отново заиграва за местния Хайдук, където година по-късно приключва активната си спортна кариера.

#### Национален отбор
След разпадането на Югославия, Билич играе за Хърватия. С „Шахматистите“ участва на Евро 96 и Световното пъвенство през 1998 г. Участието му в националния отбор е белязано от инцидент по време на полуфиналния мач срещу домакина Франция по време на Световното първенство през 1998 г., когато поради симулация от негова страна, Лоран Блан получава наказание и пропуска финалния мач.

### Кариера като треньор
Година след като спира с футбола, Билич, първоначално временно, застава поема функциите на треньор на бившия си отбор. Поради добрите резултати остава начело до края на сезон 2001/02.

#### Хърватия
От 2004 година води младежкия национален отбор до 21 години. Успява да го класира на Европейското първенство през 2004, но отпада още в Груповата фаза.
След провала на Световното първенство през 2006 година, съпроводено с напускането селекционера Златко Кранчар, Билич поема мъжкия отбор. Под неговото ръководство, Хърватия се класира на Евро 2008, като в квалификациите са изпреварени отборите на Русия и Англия. В този квалификационен цикъл е спечелена и паметна победа над „Трите лъва“ насред Уембли, която изхвърля англичаните от Европейските финали. На Европейското първенство в Австрия и Швейцария побеждава Полша, Германия и домакина Австрия в Груповата фаза, с което печели предварителната си група. На 1/4-финалите се изправя срещу водения от Фатих Терим отбор на Турция. Мачът завършва 0 – 0 в редовното време, което води до продължения. В 119-а минута Иван Класнич извежда хърватите напред. „Шахматистите“ вече предвкусват полуфинала, когато в 122 минута Семих Шентюрк пронизва Стипе Плетикоса и изравнява. Попарените хърватски футболисти не издържат на шока, и при дузпите пропуски правят Лука Модрич, Иван Ракитич и Младен Петрич, което праща Турция на полуфинал. В квалификациите за Световното първенство през 2010 г. завършва след Англия и Украйна, с което пропуска директно класиране или бараж. В квалификациите за Евро 2012 завършва на второ място след Гърция, което праща отбора на бараж, където съперник отново е Турция. „Шахматистите“ печелят 3 – 0 в Истанбул, и след равенство 0 – 0 в реванша в Загреб, успяват да вземат реванш за отпадането на Евро 2008. На Европейското в Полша и Украйна побеждава Република Ирландия и завършва наравно с Италия, а от европейския шампион Испания губи с гол 89-а минута на мача, което обаче се оказва достатъчно, за да отпадне. Веднага след това напуска националния отбор след 6-годишна служба.

#### Локомотив Москва
След края на Евро 2012, Билич застава начело на Локомотив Москва. Единствения му сезон като треньор на „Московските железничари“ обаче е кошмарен, и отбора завършва на 9-а позиция в крайното класиране, което е най-слабия резултат от 1992 г., заради което е уволнен след края на сезона.

#### Бешикташ
На 26 юни 2013 година, месец след като напуска Русия, поема Бешикташ. През кампания 2014/15 извежда отбора до 1/8-финалите на Лига Европа.

#### Уест Хем
През юни 2015 г. поема към Англия и става треньор на Уест Хем. През сезон 2015/16 класира отбора на 7-а позиция, която дава право на участие в Лига Европа, където обаче отпада след домакинска загуба с 0 – 1 от Астра Гюргево.

#### Бейджинг (Гуоан)
На 6 Януари, 2021 Билич поема треньорският пост в отбора от Китайската супер лига - Бейджинг (Гуоан)

## Успехи

### Като футболист

#### Клубни
Хайдук Сплит
- Купа на Югославия (1): 1990/91
- Шампион на Хърватия (1): 1992
- Купа на Хърватия (2): 1992/93, 1999/2000

#### Национални
Хърватия
- Световно първенство (бронзов медал) (1): 1998